# Helvetia semialba
Helvetia semialba är en spindelart som först beskrevs av Simon 1901.  Helvetia semialba ingår i släktet Helvetia och familjen hoppspindlar. Inga underarter finns listade i Catalogue of Life.